# Joseph Wresinski

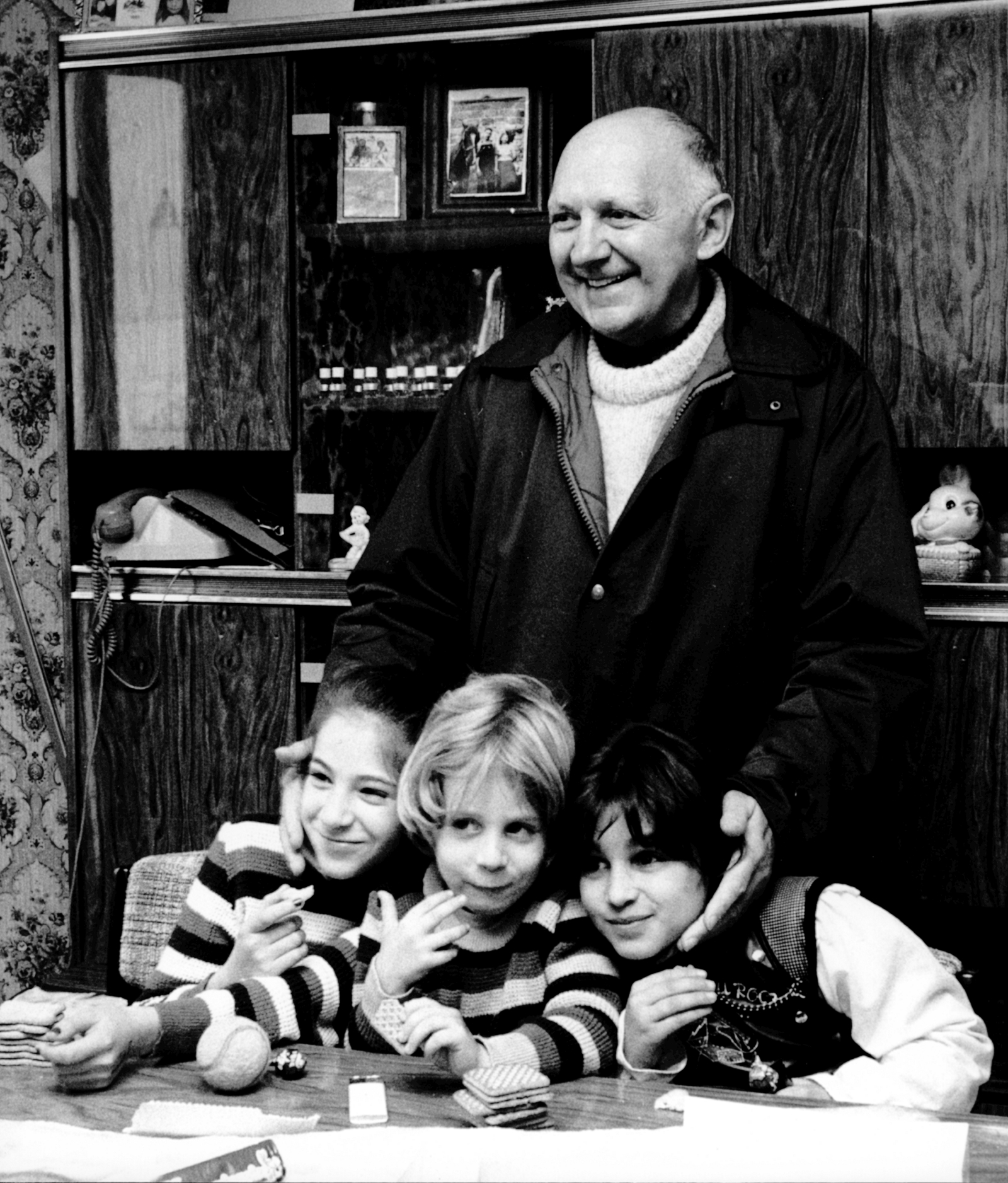
Imagem de Joseph Wresinski.

Joseph Wresinski (Angers, 12 de fevereiro de 1917- Suresnes, 14 de fevereiro de 1988) foi um padre francês, fundador do movimento "Agir tous pour la dignité Quart monde".

## Biografia
Filho de um imigrante polonês e de uma espanhola, nasceu em um campo de refugiados. Ainda muito jovem teve que trabalhar para ajudar no sustento familiar, aos 13 anos foi contratado como aprendiz de padeiro.
Depois, mudou-se para Nantes onde participou de reuniões da juventude comunista por cerca de seis meses, depois ingressaria na Juventude Operária Católica (JOC). Sua integração à JOC o fez decidir tornar-se sacerdote e, aos 17 anos, ingressou no seminário menor de Beaupréau, com alunos cinco anos mais novos que ele. A Segunda Guerra Mundial interrompeu seus estudos, somente retomados em outubro de 1940, quando ingressou no seminário maior de Soissons, refugiado em Entrammes.
No dia 29 de junho de 1946, foi ordenado como sacerdote.
Desde o início, seu sacerdócio foi voltado para suprir as necessidades dos mais pobres.
No dia 14 julho de 1956, se instalou em Noisy-le-Grand, na época um local de habitações precárias nas proximidades de Paris, um local apoiado pelo trabalho do Padre Abbé Pierre. Nesse local, fundou o movimento "Agir tous pour la dignité Quart monde" e cunhou a expressão "Quarto Mundo".
Naquele contexto, se tornou um crítico do trabalho meramente assistencial, pois acreditava que os excluídos deveriam recuperar sua dignidade. Desse modo ajuda a criar oficinas para que jovens e adultos possam trabalhar, uma lavanderia, um salão de beleza para mulheres e a associação "Aide à toute détresse" (Socorro em todas as aflições).
Em 1979, passou a integrar o "Conseil économique, social et environnemental" (Conselho Econômico, Social e Ambiental) da França, que no dia 11 de fevereiro de 1987, aprovou um relatório denominado como: "Grande pauvreté et précarité économique et sociale" (Grande pobreza e precariedade econômica e social), apresentado pelo Padre Joseph Wresinski. O referido relatório teve grande repercussão e inspirou a criação, na França, de leis relativas:
- ao Rendimento Social de Inserção;
- à Cobertura Universal de Saúde;
- ao Direito à moradia;
- ao combate à exclusão social.[11][12]

No dia 17 de outubro de 1987, acompanhado por cerca de 100.000 apoiadores, inaugurou uma pedra comemorativa na "Place du Trocadéro-et-du-11-Novembre" de Paris, local onde foi assinada a Declaração Universal dos Direitos Humanos, com a seguinte inscrição:
| “ | Onde homens e mulheres são condenados a viver na pobreza, os direitos humanos são violados. Unirmo-nos para garantir que esses direitos sejam respeitados é nosso dever solene. | ” |

.
Esse fato influenciaria a Resolução nº 47/196 da Assembleia Geral das Nações Unidas, de 22 de dezembro de 1992, que escolheria o dia 17 de outubro de 1992, como o Dia Internacional para a Erradicação da Pobreza.
Em 19 de março de 1997, foi aberto um processo de beatificação do Padre Joseph Wresinski, na Diocese de Soissons, que, no dia 27 de março de 2003, foi concluído, no nível diocesano, com parecer favorável e encaminhado ao Vaticano para prosseguimento. Nesse contexto, 20.000 páginas de escritos e testemunhos foram submetidos à Congregação para as Causas dos Santos.
O Padre Joseph Wresinski recebeu o título de Servo de Deus.
Em 2012, foi lançado o filme "Joseph l’insoumis", dirigido por Caroline Glorion, que conta parte da vida de Joseph Wresinski.

## Obras
- 1980: Pologne, que deviennent tes sous-prolétaires ?, Pierrelaye - (Polônia, o que acontece com seus subproletários?)
- 1983: Les pauvres sont l'Église, entretiens avec Gilles Anouil, Paris, Centurion, 250 p. - (Os pobres são a Igreja, entrevistas concedidas à com Gilles Anouil)
- 1984: Heureux vous les pauvres, Paris, Cana, 270 p. - (Bem - aventurados os pobres)
- 1986: Les pauvres, rencontre du vrai Dieu, Paris, Éditions Le Cerf, 2e édition 2005, 154 p - (Os pobres, encontrando o verdadeiro Deus)
  - Paroles pour demain, Paris, Desclée de Brouwer, 144 p. - (Palavras para amanhã)
- 1987: “Grande pauvreté et précarité économique et sociale”, relatório apresentado em nome do Conselho Econômico e Social pelo Sr. J. Wresinski, Jornal Oficial da República Francesa,28 de fevereiro de 1987 - (Grande pobreza e precariedade econômica e social)
- 1992-1994: Écrits et paroles aux volontaires - (Escritos e palavras para os voluntários)
  - Volume 1, 1960-1967, Luxembourg-Paris, Éditions Saint-Paul - Quart Monde, 1992, 560 p.
  - Volume 2, março-maio 1967, Luxembourg-Paris, Éditions Saint-Paul - Quart Monde, 1994, 148 p.
- 1993: Vivre l'Évangile dans la famille, Éditions Quart Monde - (Vivendo o Evangelho na Família)
- 1996: “Échec à la misère”, conferência proferida em Sorbonne no dia 1º de junho de 1983, Paris, Éditions Quart Monde (Cahiers de Baillet), 84 p.
- 1998: « Les plus pauvres révélateurs de l'indivisibilité des droits de l'homme », Paris, Éditions Quart Monde (texto publicado em “1989, les Droits de l'homme en question”, relatório da Comissão Consultiva Nacional dos Direitos Humanos. Paris, La Documentation française, 1989) - (Os mais pobres reveladores da indivisibilidade dos direitos humanos
- 2004: Culture et grande pauvreté, Paris, Éditions Quart Monde. - (Cultura e grande pobreza)
- 2005: Droits de Dieu, droits de l'homme Paris, Éditions Quart Monde (Cahiers Wresinski) - (Direitos de Deus, Direitos Humanos)
- Telle est l'eucharistie, Paris, Éditions Le Cerf - (Assim é a Eucaristia)
- 2007: Refuser la misère. Une pensée politique née de l'action, Paris, Éditions Le Cerf - (Recuse a miséria. Um pensamento político nascido da ação)
- 2011: Les pauvres sont l'Église. Entretiens avec Gilles Anouil, Paris, Éditions Le Cerf. Nouvelle édition augmentée de notes et d'un glossaire des noms cités. - (Os pobres são a Igreja. Entrevistas concedidas à Gilles Anouil, Nova edição expandida com notas e um glossário dos nomes citados.)
- 2014: Une pensée par jour. Joseph Wresinski, Paris, Médiaspaul, 365 citations choisies par Jean Tonglet. - (Um pensamento por dia, 365 citações escolhidas por Jean Tonglet.)